# Кордицепин
Кордицепин (3-дезоксиаденозин) - пуриновый алкалоид, производное от нуклеозида аденозина, который отличается отсутствием атома кислорода в 3-м положении остатка рибозы. Впервые был выделен в 1950 г. из Cordyceps militaris.
Растворяется в физиологическом растворе, нагретом этиловом спирте и метаноле, но не растворяется в бензоле, эфире или хлороформе, поэтому в исследованиях используются в качестве растворителя физиологический раствор и натрий-фосфатный буфер.
Убивает многие вирусы, в том числе аденовирусы, вирусы гриппа, гепатита и герпеса; уничтожает в организме патогенные и болезнетворные бактерии, может использоваться для борьбы с большинством известных инфекций. Ингибирует синтез ДНК у раковых клеток. Не имеет побочных эффектов.
Гриб кордицепс издавна используется в китайской медицине как тонизирующее и общеукрепляющее средство.